# The Game (Footballspiel)

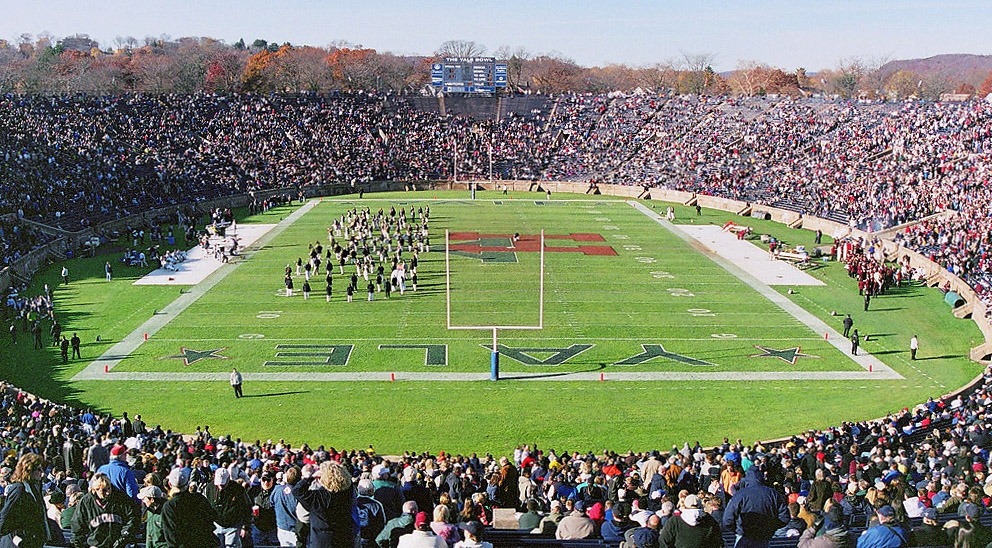
Halbzeitpause im Spiel 2005

Die Begegnung der American-Football-Mannschaften von Harvard (Harvard Crimson) und Yale (Yale Bulldogs), im US-amerikanischen Collegesport kurz The Game genannt, ist ein prestigeträchtiges Ereignis mit einer langen Geschichte.
Bisher wurde dieses Spiel 126 Mal ausgetragen, erstmals 1875. Dies geschieht normalerweise einmal jährlich im Rahmen der Ivy League, jedoch fand das Spiel nicht in allen Jahren statt. In diesen 126 Partien gab es 65 Siege für Yale, 53 für Harvard und acht Remis.
Es wird abwechselnd entweder in der Yale Bowl bzw. im Harvard Stadium ausgetragen. Normalerweise ist es Schlusspunkt der Football-Saison und wird im November gespielt.
Das Spiel und seine Traditionen sind vergleichbar mit dem berühmten Boat Race, der einmal jährlich in London stattfindenden Ruderregatta zwischen den Universitäten Oxford und Cambridge.